# Moskitos (Roman)
Moskitos (engl. Titel Mosquitoes) ist ein 1927 veröffentlichter Roman des US-amerikanischen Schriftstellers und Nobelpreisträgers William Faulkner. Die deutsche Übersetzung von Richard K. Flesch erschien 1960. Der Autor porträtiert satirisch das Künstlermilieu New Orleans der 1920er Jahre während eines viertägigen Yachtausflugs auf dem Pontchartrain-See.

## Überblick
Die Geschichte über den Ausflug einer Künstlergruppe mit der Nausikaa, der motorisierten Yacht einer reichen Kunstmäzenin auf dem Pontchartrain-See beginnt und endet in der Stadt New Orleans. Die eingeladene Schar der Künstler und Ästhetiker hat sich überraschenderweise um einige Jugendliche erweitert und v. a. die beiden jungen Frauen bringen Unruhe in die Gesellschaft und greifen in ihre Strukturen ein. Der Autor porträtiert diese gemischte Gruppe bei ihren Vergnügungen und wechselnden Verknüpfungen der homo- und heteroerotischen Beziehungen sowie den dadurch ausgelösten Gesprächen über traditionelle und moderne geschlechtliche Rollenbilder. Entsprechend konträr verlaufen die Diskussionen über moderne Lyrik, den Kunstbegriff und ästhetische Fragen der Gegenwartsliteratur. Die Handlung spielt im August, in der Zeit der Moskito-Plage, unter der die Passagiere leiden.
Der Roman ist in sechs Abschnitte unterteilt: den Prolog, in dem die Situation vor der Reise vorgestellt wird, vier Kapitel mit Stundenunterteilungen, in denen der Verlauf der viertägigen Yachtreise dokumentiert wird, und einen Epilog, in dem das Leben in New Orleans nach dem Ausflug geschildert wird.
| → Kapitelübersicht |
| - Prolog: Vorstellung der Protagonisten Talliaferro, Bildhauer Gordon, Gastgeberin des Ausflugs Mrs Maurier und ihrer Nichte Pat, Schriftsteller Fairchild, Kunstkritiker Kauffman. - Erster Tag: Eintreffen der Gäste. Neben den im Prolog genannten sind es die Künstlerinnen und Künstler Eva Wiseman, Dorothy Jameson und Mark Frost, der Geschäftsmann Ayers sowie die Jugendlichen Jenna, Pete und Pats Zwillingsbruder Josh. Unterhaltungen an Bord. Bridge, Whisky, Schwimmen im See, neue Bekanntschaften. - Zweiter Tag: Die Yacht läuft auf eine Sandbank und sitzt vier Tage lang fest. Dadurch sind die Aktivitäten auf das Schiff beschränkt und die Abläufe des ersten Tages wiederholen bzw. intensivieren sich. - Dritter Tag: Pat verlässt heimlich mit dem Stuart das Schiff, sie wandern durch den Sumpf am Ufer und kehren erschöpft zurück. Der Versuch, die Yacht mit dem Ruderboot freizuziehen, misslingt. An Bord setzen sich die Beziehungen fort, während andere Passagiere über das Leben und die Kunst diskutieren. - Vierter Tag: Ein Schlepper zieht die Yacht von der Sandbank und sie kann in der Nacht nach New Orleans zurückkehren. An Bord werden einige Handlungen weitergeführt (Kunstgespräch), andere abgeschlossen: David kündigt und verlässt das Schiff, Gordon und Pat streiten sich, Talliaferro wird zur Verlobung mit Mrs. Maurier verleitet. - Epilog: Die Passagiere nehmen wieder wie zuvor ihre Beschäftigungen auf. Nur Gordons Kunstauffassung hat sich durch die Reise verändert. In seinen Plastiken will er nicht mehr die Oberfläche, sondern die durch ihre Erlebnisse geprägte Seele der Mensch abbilden. |

## Handlung

### Prolog
Der Prolog stellt, anhand von Talliaferros Besuchsstationen, in neun Abschnitten die Ausgangssituation und sechs der Teilnehmer des Yachtausflugs vor.
Im Atelier des 36-jährigen Bildhauers Gordon in New Orleans unterhält Ernest Talliaferro den Künstler mit seinem Lieblingsthema, seinem Sexualinstinkt. Der 38-jährige Einkäufer für Damenmode hat sich aus einfachen Verhältnissen hochgearbeitet und seinen Namen Tarver gegen den an die einflussreiche Familie Taliaferro erinnernden ausgetauscht. Er ist seit acht Jahren Witwer und auf der Suche nach Partnerinnen (1, 4). Er behauptet, die Bedürfnisse der Frauen zu kennen, und spricht immer wieder über seine Erfahrungen und seine neuen Verführungsstrategien. Seine stets erfolglosen Versuche sind als Running Gag in die Handlung eingebaut. (5).
Die Kunstmäzenin Patricia Maurier, eine wohlhabende Witwe, kommt ins Atelier (3). Sie will ihrer zu Besuch weilenden 18-jährigen Nichte „Pat“ Robyn den Flair einer Kunstwerkstatt zeigen und lädt Gordon zu einer viertägigen Fahrt mit ihrer Yacht auf dem Pontchartrain-See ein. Gordon hat eigentlich kein Interesse, sagt aber später seine Teilnahme zu, weil er sich für das androgyne kecke Mädchen interessiert.
In Broussards Restaurant trifft Talliaferro den ca. vierzigjährigen Romancier Dawson Fairchild und seinen Freund, den Kunstkritiker Julius Kauffman und unterhält sich mit ihnen über die Kunstszene und die Teilnehmer des Ausflugs (5–7).

### Der erste Tag
An Bord der „Nausikaa“ sammeln sich die Gäste (Zehn Uhr). Neben den aus dem Prolog bekannten Personen sind es:
- Mark Frost, ein junger Dichter, Julius Kaufmanns Schwester Eva Wiseman, eine lesbische Dichterin, und Dorothy Jameson, eine Malerin fader Stillleben,

- Major Ayers, ein britischer Geschäftsmann,

- Vier junge Leute, die durch Verwandtschaft mit der Gastgeberin oder als Zufallsbekanntschaften aufs Schiff gekommen sind: Theodore „Josh“ Robyn, Pats Zwillingsbruder und zukünftiger Yale-Student, außerdem Genevieve (Jenny) Steinbauer, die von Pat aus einer Laune heraus eingeladen wurde, und ihr Freund Pete Ginotta, beide aus einer anderen Gesellschaftsschicht als die Künstler.

Nach der Begrüßung durch Patricia Maurier führen die Gäste vor und nach dem Mittagessen (Ein Uhr) lockere humorvolle Unterhaltungen über Ayers Handel mit Abführmitteln, erfundene Anekdoten über die Einwanderer in Louisiana und die Schlacht von New Orleans. Nachher (Zwei Uhr) teilt sich die Gruppe. Einige spielen Bridge auf dem Sonnendeck. Die meisten Männer trinken, wie auch an den folgenden Tagen unter Deck Whisky und hören sich Major Ayer Kritik an der Kriegsunlust des Volkes und seine Schwärmerei vom freien Leben an: „Freiheit gibt es nur im Krieg“. Pat und Josh besichtigen den Maschinenraum, Jenny und Pete grübeln an der Reling über das Leben der reichen Leute („Sie wollen nirgendwo hin, und sie haben nichts zu tun … beinahe wie im Kino“) und Jenny überlegt, was sie alles kaufen würde, wenn sie Geld hätte.
Dann vergnügt man sich beim Schwimmen im See (Vier Uhr), bis das Schiff bei Sonnenuntergang sich dem Ufer nähert und die Passagiere von den Moskitos vom Deck vertrieben werden (Sechs Uhr). Beim Abendessen (Sieben Uhr) wird die spaßige Unterhaltung, die Mrs Maurier bei Frivolitäten zu steuern sucht, vom Mittag fortgesetzt und auf das am nächsten Tag geplante Angeln im Tchufuncta River ausgedehnt. Nach dem Essen verläuft sich die Gesellschaft wieder (Zehn Uhr): Die Männer trinken Whisky. Talliaferro holt Fairchilds Rat ein, wie er eine der Damen erobern kann. Die Frauen spielen Bridge. Mrs. Maurier versucht vergeblich, ihre Gäste zum Tanzen zu animieren. Josh bastelt an einer Pfeife, baut dafür im Maschinenraum eine Metallstange ab und demoliert damit vermutlich die Ruderanlage. Jenny und Pete betrachten den Mond. Pat und Gordon, die sich beim Schwimmen näher gekommen sind, haben sich zurückgezogen. Dann gehen alle müde und gelangweilt in ihre Kabinen (Elf Uhr).

### Der zweite Tag
Durch einen Sturm in der Nacht ist die „Nausakaa“ auf eine Sandbank getrieben worden und wegen der defekten Ruderanlage nicht mehr manövrierfähig (Acht Uhr). Der Vormittag vergeht deshalb ohne gemeinsame Aktionen, man ruht sich aus und macht sich miteinander bekannt, z. B. erzählt Fairchild Josh von seiner Fabrikarbeit und seinem Stipendium für ein konfessionelles College (Elf Uhr), Jenny und Pat tauschen sie über ihr Liebesleben aus. Beide verbindet eine Phase der Orientierungssuche (Zehn Uhr). Pat phantasiert mit dem Stuart David West über eine Flucht aus der Gesellschaft und entwirft eine unrealistische Europareise (Zwei Uhr). Abends wird in kleinem Kreis getanzt, während andere ihre eigenen Wege gehen. Es entwickeln sich einige erotische bzw. sexuelle Kontakte. Die Malerin Dorothy Jameson denkt über ihre Beobachtungen bekümmert nach. Sie selbst hat eine ganze Serie unglücklicher Künstlerbeziehungen hinter sich und hofft nun auf Mark Frost. Vielmehr scheinen sich die Männer junge Frauen, die sich nicht für Kunst und geistige Dinge interessieren, zu umwerben: Talliaferro, Ayers und Josh suchen Kontakte zur sanften passiven Jenny. Gordon, Fairchild und Pete zur sportlichen unbekümmerten Pat. Diese wiederum geht mit dem Stuart David West in romantischer Abenteuerlust nachts schwimmen (Zwölf Uhr), nachdem sie zuvor mit Jenny in der gemeinsamen Kabine (Zehn Uhr) eine angedeutete lesbische Begegnung hatte.
Mrs. Maurier ist unglücklich über den Verlauf der Party. Es ist für sie als Gastgeberin schwer, die Gruppe zusammen zu halten, zu unterschiedlich sind die Persönlichkeiten und die Interessen. Gordon entdeckt in der auf Formen bedachten Gesellschaftsdame die vom Leben enttäuschte Frau, die er später porträtiert, als sie ihm bekennt: „So wenige Menschen nehmen sich die Zeit, innerlich zu werden und über sich selbst nachzudenken […] Es muss wohl an dem Leben liegen, das wir führen. Nur die Schöpferischen haben die Fähigkeit nicht verloren, ihr Leben zu vollenden, indem sie in sich selbst leben. […] Es gibt so viel Unglück auf der Welt. […] Sie gehen durchs Leben, ohne sich von ihm einfangen zu lassen; Sie gewinnen ihm nur die Inspiration für ihr Schaffen – oh, Mr. Gordon, wie glücklich seid Ihr schöpferischen Menschen. Wir andern, wir können höchstens hoffen, dass es uns irgendwie, irgendwann einmal vergönnt sein möchte, Ihr Stein zu sein, aus dem Ihr Stahl den Funken schlägt.“ Dann versucht sie sich als Mäzenin in die Kunstszene einzureihen: „Zu denken, dass man der Kunst sein Scherflein geopfert hat […] die armselig sich mühende […] auch sie hat ihren Platz im großen Plan; auch sie hat der Welt etwas gegeben, ist dort gegangen, wo Götter geschritten sind“ (Zehn Uhr).

### Der dritte Tag
Am dritten Tag wiederholen sich auf dem festliegenden Schiff zwischen den Mahlzeiten die Unterhaltungen der zunehmend gelangweilten Gäste. Zur ersten überraschenden Aktion kommt es, als Pat den in sie verliebten David überredet, mit ihr die Yacht zu verlassen und in die Stadt Mandeville zu laufen (Fünf bis zwölf Uhr). Sie setzen zum Ufer über und waten von Moskitos zerstochen bis zur Erschöpfung durch den Dschungel. Schließlich geben sie dehydriert ihre Flucht auf und lassen sich von einem Mann mit seinem Motorboot zum Schiff zurückbringen. Pat entschuldigt sich bei David über ihre verrückte Idee und er sieht sich in seinen Hoffnungen auf eine Freundschaft enttäuscht.
Die zweite Aktion löst Fairchilds Vorschlag aus, die Yacht mit dem Ruderboot durch ein Seil zu verbinden und es von dort aus freizuziehen. Doch der Versuch muss abgebrochen werden, als das Boot zu kippen droht und Talliaferro und Jenny ins Wasser fallen. Gordon nutzt die Konzentration der Beteiligten auf die Rettungsaktion, wie sich am nächsten Tag herausstellt, zu einer Flucht und schwimmt ans Ufer. Er wird vermisst und man befürchtet, dass er ertrunken ist. An Bord der Yacht zurückgekehrt, nimmt sich Mrs. Wisemann des Mädchens liebevoll an, verarztet es und kostümiert es mit ihren eigenen Kleidern (Drei Uhr).
Den Tag verbringen die Passagiere damit, über die Menschen im Allgemeinen zu plaudern: den Neid auf Minderheiten, die Liebe und traditionelle gesellschaftliche Vorstellungen von der Lebensführung. Fairchild erinnert sich an die eigene Kindheit und vergleicht sich mit den unbekümmerten und freien junge Mädchen und Jungen der Nachkriegszeit (neun Uhr). Die Künstler diskutieren über das Thema „Kunst und Leben“ (Ein Uhr). Dabei stehen verschiedene Positionen einander gegenüber: Eva Wiseman und ihr Bruder gehen vom Unterschied zwischen Kunst und Biologie aus. Eine vollkomme und konsequent idealisierte Charakterzeichnung im Roman stehe im Gegensatz zur Vielfalt und Widersprüchlichkeit im Leben. Sie kritisieren, dass Kunst vom Herdentrieb abhängig sei, wie man an ihrer Vermarktung durch Postkarten und Lithographien sehe. Dawson Fairchild weitet dagegen den Kunstbegriff aus auf alles was bewusst vollkommen ausgeführt ist, ein Vers ebenso wie ein Rasenmäher. Er will den Begriff nicht auf die Malerei einschränken. Leben könne Kunst sein. Vergeblich versucht sich Mrs. Maurier mit ihrem Appell, Kunst solle den Hunger der Seele stillen, in die von Mrs. Wiseman beherrschte Diskussion einzumischen.

### Der vierte Tag
Der Tag beginnt mit neuen Überraschungen: Der Stuart David ist verschwunden. Auf einem Zettel teilt er mit, er habe einen besseren Job gefunden. Während ein Schlepper die Yacht von der Sandbank zieht, bringt ein Motorboot Gordon zum Schiff zurück (Zwei Uhr). Die Suchaktionen nach seiner Leiche werden eingestellt. Ein Streit zwischen Gordon und Pat lässt vermuten, dass ihre Fluchten mit ihrem spannungsgeladenen Flirt zusammenhängen (Sechs Uhr). Sie kritisiert seine Verschlossenheit und will seine Frauenplastik von ihm geschenkt bekommen oder für siebzehn Dollar abkaufen. Als er ablehnt, beschimpft sie ihn und er packt sie, legt sie über seine Knie und verhaut sie. Sie beißt ihm ins Bein, dann umarmen sie sich. Die Szene wird symbolisch begleitet von seiner Erzählung eines orientalischen Märchens von einem traurigen König, der das wahre Leben sucht.
Am Vormittag vor der Befreiung des Schiffes führen Fairchild, Kauffman, seine Schwester Eva und Mark Frost ihre Künstlergespräche weiter: Dawson Fairchild vertritt im Gegensatz zu Wiseman grundsätzlich eine traditionelle Sicht. Wie er die jungen Frauen und ihre Mode, die sie so geschlechtslos aussehen lässt, kritisiert, so auch die moderne „dunkle“ Lyrik mit assoziativen Wortverbindungen: „[U]m sie zu verstehen, musst du kurz zuvor das gleiche seelische Erlebnis gehabt haben wie der Dichter (Elf Uhr). Kauffman entgegnet ihm, seine Literatur sei an amerikanischen, aber nicht an internationalen Maßstäben orientiert.
Der viertägige Ausflug endet mit einer Tanzparty. Mr. Talliaferro will wieder die Verführung Jennys versuchen und vertraut sich Fairchild und Kaufmann an, doch diese foppen ihn. Sie schicken ihn in Mrs. Mauriers Kabine und behaupten, es die Jennys (Elf Uhr). So kommt es zur Verlobung der beiden. Danach lässt Mrs. Maurier den Kapitän die Whiskyflaschen aus dem Fenster von Fairchilds und Kauffmans Kabine ins Meer werfen und die Yacht zurückfahren. „Endlich!“ flüsterte sie. Sie war sich ihres Körpers sehr bewusst […] Jetzt müsste ich glücklich sein […] Aber ihre Glieder kamen ihr frostig vor und fremd, und in ihrem Inneren schwoll etwas Schreckliches, furchtbar und giftig und plötzlich befreit wie Wasser, das zu lange gestaut ist. […] Die dunkle Blume des Lachens, jene verborgene entsetzliche Blume wuchs und wuchs, bis der ganze Kosmos, den diese Patricia Maurier darstellte, nur noch aus einer einzigen, langsam emporkreiselnden Hysterie bestand, die ihre Kehle erreichte und sie wie mit unzähligen kleinen Händen schüttelte“ (Zwölf Uhr).

### Epilog
Der Epilog erzählt in zehn Abschnitten das Leben der Passagiere der „Nausikaa“, teils mit biographischen Rückblicken, z. B. Mrs. Mauriers, in New Orleans nach der Reise. Jenny und Pete kehren nach dem Abenteuer in ihre jeweilige Gesellschaftsschicht und ihre Alltagsbeschäftigungen zurück. Jenny wird von ihrem vor der Nachtschicht zu Abend essenden Vater zugleich verärgerten und erleichtert empfangen (1). Pete geht in das italienische Restaurant seiner Einwanderer-Familie. Sein Bruder Joe beschwert sich, dass er ohne Ankündigung von der Arbeit weggeblieben ist, und gibt ihm sofort einen Auftrag zu erledigen (2). Pat und Josh werden am nächsten Tag mit der Eisenbahn zu ihrem Vater Henry (Hank) nach Chicago fahren. Pat ist froh, dass der alptraumartige Ausflug zu Ende ist. In ihrer Anhänglichkeit an ihren Zwillingsbruder wird deutlich, dass sich hinter ihrer unternehmungslustigen flapsigen Fassade noch ein Kind verbirgt, das sich leicht in Phantasien verliert (6). Mark Frost versucht bei Mrs. Maurier den Kontakt fortzusetzen. Während die Mäzenin über das Verhalten ihrer Yachtgäste enttäuscht ist und ihn kalt und gleichgültig behandelt, ist Pat in Gedanken bereits bei der Abreise. Frost verlässt die Wohnung, erinnert sich daran, dass Dorothy Jameson ihn auf der Yacht zu einem Abendessen eingeladen hat, und geht zu ihr. Während sie den Besuch als Signal deutet und sich im Schlafzimmer zurecht macht, verlässt er, nachdem er seine letzte Zigarette geraucht hat, in panischer Flucht ihr Wohnzimmer und läuft zur Straßenbahn (8). Talliaferro erzählt Fairchil seinen neuen Plan, Jenny zu verführen (5). Auch dieses Mal misslingt sein Versuch. Jenny lässt sich zwar von ihm zum Tanzen einladen, wechselt dann aber, als er sie nach Hause bringen will, zu einem anderen Gast und macht sich über ihn lustig. Resigniert denkt er daran, dass er bald wieder verheiratet sein wird und dass dies die Lösung seiner Probleme sein würde (10).
Gordon hat ein neues Werk begonnen. Anstelle an der Marmorstatue (Prolog) weiter zu arbeiten, hat er Mrs. Maurier in Ton modelliert: In „rücksichtsloser Lebensähnlichkeit“ mit leeren Augenhöhlen und totem „Staunen des Gesichts“ und mit einer Ahnung, dass sich die Trägerin der Maske nicht bewusst ist. Fairchild ist über die Albernheit der Miene überrascht und Kauffman erklärt ihm den aufmerksamen Blick des Bildhauers mit dem Lebenslauf Mauriers: Das schöne Mädchen liebte einen armen Adligen, heiratete dann aber in den 1890er Jahren einen reichen alten Mann, der im Sezessionskrieg auf rätselhafte Weise zu Reichtum und Ansehen gelangt war, und hat keine Kinder. Sie machte eine blendende Figur in der Gesellschaft, aber ohne Sinnerfüllung. Diese Enttäuschung habe Gordon erkannt, während Fairchild sich durch das gesellschaftliche souveräne Auftreten der Gastgeberin und Mäzenin habe blenden lassen. Die drei betrinken sich und wanken aus dem Haus(7). Dann (Abschnitt 9, der aus verschiedenen Textformen surrealistisch zusammengesetzt ist und sich mit dem Begriff der Kunst befasst) wandern Gordon, Fairchild und Kauffman, durch die dunklen, vom Duft der Verwesung angefüllten Straßen der Stadt, an Kneipen und Bordellen vorbei. Eine Stimme ruft sie, hereinzukommen. „Das Dunkel umgibt dich […] Du brauchst nur die Hand auszustrecken, um das Leben zu fühlen, um das schlagende Herz des Lebens zu berühren. Schönheit: etwas, das du nicht sehen, nur ahnen kannst, etwas naturhaftes, fruchtbar und faulend, du bleibst nicht stehen ihretwegen, du gehst weiter.“ Am Ende der Wanderung beschreibt Fairchild den Genius. Er sei nicht die geistige Aktivität der Erschaffung eines Bildes oder Gedichts, sondern die „Passionswoche des Herzens, jener Augenblick zeitloser Glückseligkeit […] jener passive Zustand des Herzens, mit dem der Geist, das Großhirn, überhaupt nicht zu tun hat und in dem die abgedroschenen Zufälligkeiten, aus denen die Welt gemacht ist – Liebe und Leben und Tod und Gram und Geschlecht –, glückhaft in vollkommener Proportion zusammenfallen und so etwas wie strahlende und zeitlose Schönheit enthalten“ (9).

## Biographischer Hintergrund
Die Inspiration für „Mosquitoes“ wird nach Bassetts Interpretation auf einen Yachtausflug Faulkners im April 1925 am Pontchartrain-See zurückgeführt. Die Teilnehmer waren Mitglieder der Künstlergemeinschaft von New Orleans, u. a. der Künstler William Spratling, der Schriftsteller Hamilton Basso und der Kurzgeschichtenschreiber Sherwood Anderson. Im Roman wird, vielleicht als Hinweis des Autors auf den biographischen Hintergrund, eine Figur mit dem Namen „Faulkner“ erwähnt: Jenny erzählt Pat von einem komischen Mann, der „meschugge“ geredet habe, er sei ein „Lügner von Beruf“ (Zweiter Tag, zehn Uhr).
Viele Kritiker und Leser Faulkner vermuteten, dass einige Figuren mehr oder weniger reale Vorbilder haben. Dawson Fairchilds Charakter könnte zum Beispiel das satirische Porträt von Faulkners Mentors Sherwood Anderson und damit der Grund für den Streit der beiden Schriftsteller sein.

## Editionsgeschichte
Die erste Publikation des Romans bei Boni & Liveright Faulkners entspricht nicht der ursprünglichen Fassung. Vier Hauptabschnitte wurden herausgekürzt und blieben nur in Faulkners Original-Typoskript erhalten, das von der University of Virginia Alderman Library aufbewahrt wird. Minrose Gwin vermutet, dass die Kürzung damit zu tun hat, dass die Sexualität eine wichtige Rolle bei den Diskussionen und Interaktionen der Charaktere spielt und dass der Verlag wegen der in den 1920er Jahren tabuisierten Darstellungen von homoerotischen und insbesondere lesbischen Gefühlen und Handlungen den Roman für die Öffentlichkeit entschärfen wollte.

## Rezeption
Zum Zeitpunkt seiner Veröffentlichung wurde der Roman von der Literaturkritik wenig beachtet. Erst nachdem Faulkner seinen Platz in der amerikanischen Literatur errungen hatte, erschien eine größere Anzahl von Rezensionen, Interpretationen und Analysen.
Mit wenigen Ausnahmen betrachten die Kritiker „Mosquitoes“ als Faulkners inhaltlich und formal am wenigsten originelles Werk. Es orientiere sich an Aldous Huxley, T.S. Eliot und James Joyce und ringe um einen persönlichen literarischen Stil.
Kenneth Hepburn dagegen sieht auch positive Aspekte, obwohl er „Mosqitoes“ nicht als ein Werk von großer Qualität bewertet. Er konzentriert sich auf zwei Abschnitte im Epilog des Romans und argumentiert, dass die letzten Handlungen von Gordon, Julius und Fairchild zusammen gelesen werden müssen, um Faulkners Schlussfolgerung über die Aufgaben eines Künstlers zu verstehen. Nach Hepburn bedeutet „Mosquitoes“ Faulkners Befreiung aus der Rolle des idealisierenden Dichters, um ein eigenständiger großer amerikanischer Autor zu werden.
Eine weitere positive Interpretation des Romans nimmt Ted Atkinson vor. Er sieht in „Mosquitoes“ eine Vorausschau auf die Zeit wachsender Diskussionen in der Kulturpolitik.